# Space Empires IV
Space Empires IV là một game chiến lược theo lượt 4X do Malfador Machinations phát triển và Strategy First phát hành vào năm 2000. Trò chơi này là một phần của dòng game Space Empires đưa người chơi điều khiển một chủng tộc ngoài hành tinh trong nỗ lực chinh phục thiên hà.

## Lối chơi
Lối chơi tương tự như dòng game mang phong cách Civilization theo nghĩa là người ta điều khiển toàn bộ tổ chức của chủng tộc ngoài hành tinh ở quy mô vượt xa so với việc kiểm soát từng người một. Chiến đấu không bắt buộc bởi chính trò chơi và người chơi có thể tự do tham gia vào các cuộc đàm phán chính trị với các đối thủ của mình. Các cơ chế trong game cho phép người chơi cải thiện việc sản xuất tài nguyên trên hành tinh quê nhà thông qua việc xây dựng căn cứ địa hoặc đóng thêm tàu vũ trụ để bảo vệ đế chế của mình.
Có nhiều cách mà người chơi có thể chinh phục các đế chế khác, tùy thuộc vào những tinh chỉnh được bật trong quá trình thiết lập. Cách trực tiếp nhất là tiêu diệt các thuộc địa và thế giới quê nhà của đối phương bằng cách sử dụng vũ khí có sức tàn phá hơn bao giờ hết. Hơn nữa dọc theo cây công nghệ được hỗ trợ bởi công nghệ, cho phép người chơi phá hủy toàn bộ các hành tinh và điều khiển các ngôi sao biến toàn bộ hệ sao thành các lỗ đen hoặc bão vũ trụ. Các cách khác để giành chiến thắng bao gồm liên minh ngoại giao với tất cả các chủng tộc và duy trì hòa bình trên toàn vũ trụ (một kỳ tích khó khăn với những đối thủ do AI điều khiển mà người chơi phải đọ sức lẫn nhau).

## Cơ chế
Trong  Space Empires IV, thiên hà được thể hiện bằng một số khu vực riêng biệt gọi là "hệ thống" đại diện cho các hệ sao hoàn chỉnh. Chúng thường được kết nối với nhau bằng "điểm warp" qua đó tàu hoặc hạm đội có thể đi đến một hệ sao khác. Hệ sao tiêu chuẩn bao gồm một số ngôi sao, hành tinh, tiểu hành tinh, bão vũ trụ và điểm warp. Một số ngôi sao có thể dễ biến thành siêu tân tinh hơn, thứ sẽ phá hủy toàn bộ hệ sao, hoặc có thể gây ra hiệu ứng cho các tàu chợt đi ngang qua. Các hành tinh đều thuộc ba dạng là băng, đá hoặc khí, với bầu không khí không có hydro, oxy, metan hoặc carbon dioxide. Chúng có kích thước cực nhỏ, nhỏ, trung bình, lớn và cực lớn. Các hành tinh cũng có "điều kiện", chất lượng ảnh hưởng đến tốc độ sinh sản của cư dân và hạnh phúc của họ trên thế giới. Một hành tinh cũng có một số giá trị cho nội dung "khoáng sản", "hữu cơ" và "phóng xạ". Sau quá trình thuộc địa hóa, người chơi có thể xây dựng những nhà máy để khai thác nguồn tài nguyên này trên một thế giới. Tốc độ sản xuất của mỗi tài nguyên được sửa đổi bởi các giá trị cho mỗi hành tinh.

## Chủng tộc
Space Empires IV cho phép người chơi chọn một trong nhiều chủng tộc ngoài hành tinh để đại diện cho chính mình và sau đó cạnh tranh với một lựa chọn của những người khác. Cũng như loài người thông thường, Terrans, có một số chủng tộc đáng chú ý khác do xu hướng chơi thành công của họ. Đế chế Praetorian thường sẽ trở thành một đối thủ rất đáng gờm do khuynh hướng bành trướng và bản chất hòa bình của họ. Tương tự như vậy, trí thông minh cao của công-xoóc-xium Eee thường sẽ mang lại cho họ sự vượt trội về công nghệ trong giai đoạn cuối game. Ngược lại, xu hướng và công nghệ hung hăng của đám quái thú Xi-Chung thường biến chúng thành kẻ thù nguy hiểm chỉ trong lượt chơi đầu tiên.

## Công nghệ
Trong Space Empires IV, các cơ sở và phi thuyền của đế chế trở nên mạnh mẽ hơn, hiệu quả và đa dạng hơn khi họ tiến hành nghiên cứu khoa học. Điều này được mô phỏng bởi việc sản xuất lần lượt các điểm nghiên cứu có thể được hướng tới các dự án cụ thể. Khi dự án hoàn thành, người chơi được thưởng những cơ sở mới hoặc tốt hơn, các thành phần tàu hoặc dự án nghiên cứu mới. Hầu hết các lĩnh vực đều có thể được nâng cao nhiều lần, dần dần trở nên đắt hơn nhưng mang lại kết quả tốt hơn. Kích cỡ to lớn của hệ thống "cây công nghệ" cho phép mức độ biến đổi công nghệ cao giữa các đế chế.
Một số đế chế có quyền tiếp cận các dòng nghiên cứu đặc biệt được gọi là "công nghệ chủng tộc". Trong những lượt chơi theo tiêu chuẩn, các công nghệ chủng tộc gồm có Organic, Crystalline, Psychic, Temporal và Deeply Religious. Bằng cách nghiên cứu những dòng này, đế chế có được quyền tiếp cận các loại cơ sở và thành phần tàu vũ trụ không có sẵn cho các đế chế khác. Thường thì những thứ này rất mạnh, chẳng hạn như các thành phần tàu Organic Armor, Religious Talisman và Allegiance Subverter.

## Đón nhận
Các biên tập viên của Computer Gaming World đã đề cử Space Empires IV là tựa game chiến lược hay nhất năm 2000, mặc dù đã thua cuộc trước Sacrifice. Họ mô tả Space Empires IV là "trường học rất cũ", và ghi nhận "mức độ quản lý vi mô gần như ám ảnh của nó."